# CS-221
La CS-221 (Carretera Secundària 221) és una carretera de la Xarxa de Carreteres d'Andorra, que comunica la CS-220 a Les Pardines amb l'Estany d'Engolasters. També és anomenada Carretera del les Pardines.
Segons la codificació de carreteres d'Andorra aquesta carretera correspon a una Carretera Secundària, és a dir, aquelles carreteres què comuniquen una Carretera General amb un poble o zona.
Aquesta carretera és d'ús local ja què només l'utilitzen los veïns de les poblacions que recorre.
La carretera té en total 3,3 quilòmetres de recorregut.

## Punts d'Interés
- Estany d'Engolasters
- Oratori de la Mare de Déu de l'Ecologia

### Oratori de la Mare de Déu de l'Ecologia[4]
L'Oratori de la Mare de Déu de l’Ecologia és un petit adoratori d’època moderna a l’aire lliure situat al Camí de les Pardines.
La majòlica de la Mare de Déu que presideix l’oratori és obra de l’artista català Ramon Argilés. Va ser construït l’any 1999 i ofereix una magnífica vista sobre la vall d’Encamp. Es troba a mig camí de l’itinerari de les Pardines, sender natural adaptat que uneix la zona de les Pardines (N 42º31’52.20 – E 01º36’1.59 - Els Cortals d’Encamp) amb el llac d’Engolasters.

## Recorregut
- Les Pardines
- Oratori de la Mare de Déu de l'Ecologia
- L'Estany d'Engolasters

| Tipus de Sortida | Direcció de la sortida | Carretera que hi enllaça | Qm  |
| ---------------- | ---------------------- | ------------------------ | --- |
| CS-221           | Bifurcació             | CS-220                   | 0   |
|                  | Estany d'Engolasters   |                          | 3,3 |